# Aegyptopithecus zeuxis
Az Aegyptopithecus zeuxis egy fosszilis majomfaj, mely 35-33 millió éve, az eocén földtörténeti kor végén és az oligocén elején élt Észak-Afrika területén. A modern paleontológia egy összekötő kapocsnak tartja a kezdetleges majomformák és a hominidák ősei között.

## Leírása
Az Aegyptopithecus zeuxist Elwyn L. Simmons régész és csapata fedezte fel 1965-ben az egyiptomi Faiyum kormányzóság területén. Már felfedezését követően vita alakult ki az új faj rendszertani besorolását illetően, amennyiben a kutatók nem tudtak megegyezni abban a kérdésben, hogy az Aegyptopithecus egy önálló nembe vagy a Propliopithecus nembe tartozik. Napjainkban az Aegyptopithecust általában egy önálló nemnek tekintik, melyhez egyetlen faj, az Aegyptopithecus zeuxis tartozik.
Az Aegyptopithecus a leletek tanúsága szerint nagyjából a mai Észak-Egyiptom területén élt, amely jelenleg félszáraz, sivatagos terület, de az eocén és oligocén folyamán növényzetben gazdag volt, területét szubtropikus növényzet, nagy kiterjedésű esőerdők népesítették be.
Az A. zeuxisra a nemi kétalakúság volt jellemző, erre utal az eltérő testméret, a fogak, illetve az agytérfogat különböző mérete. A fajra valószínűleg a hasonló modern majmokhoz hasonlóan a többnejűség volt jellemző és ádáz versengés folyhatott a nőstények kegyeiért a hímek között.

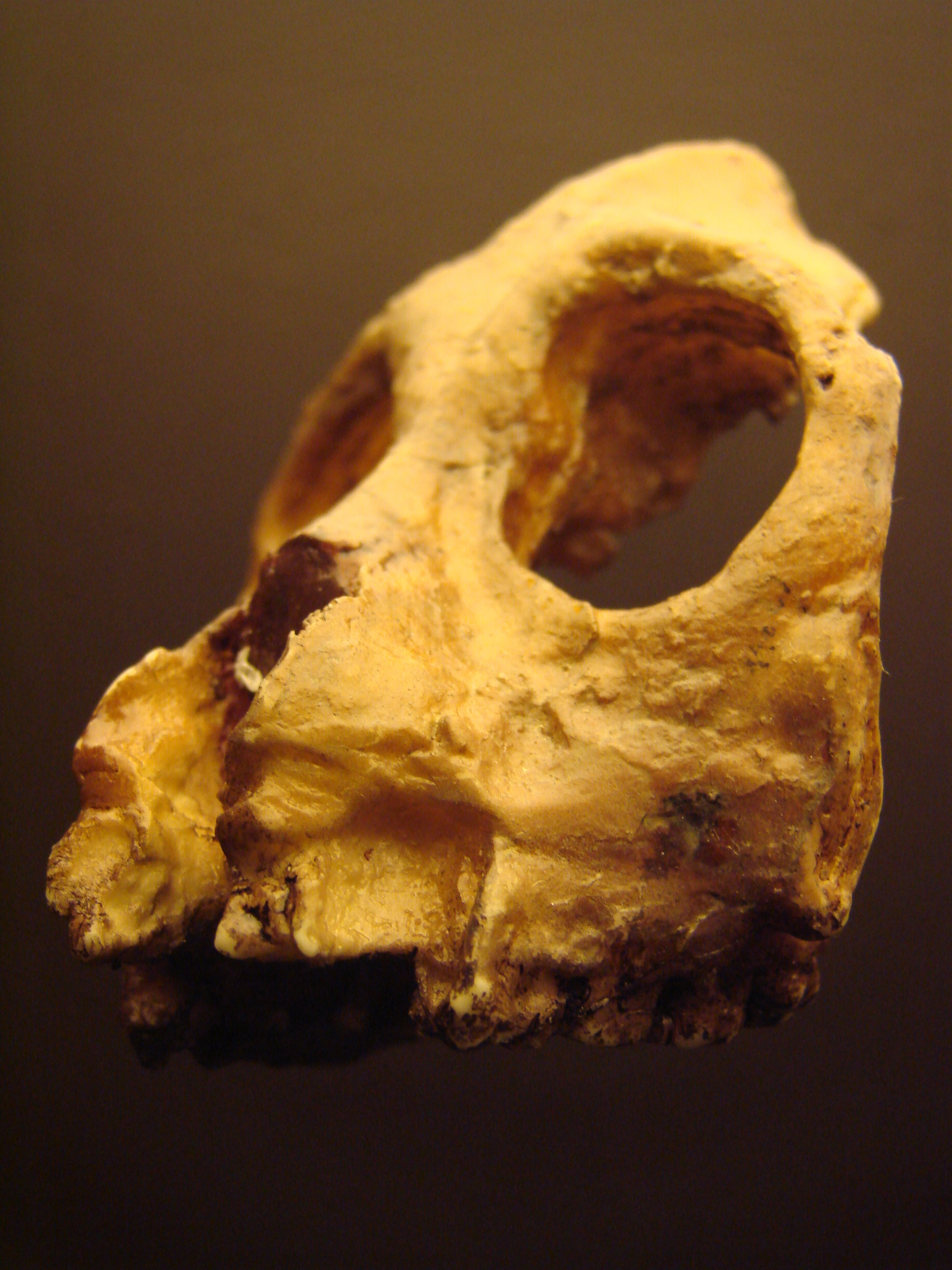
Aegyptopithecus zeuxis koponyája

Az életmódjára vonatkozólag a kutatók megállapították, hogy valószínűleg nappali életmódot folytatott és a fák lombkoronájában tölthette élete nagy részét, ez utóbbit bizonyítja a kéz ujjperccsontjainak erőssége is, melyek az állatot a fákon való fogódzásban segíthették. A fogak mérete és minősége alapján az Aegyptopithecus elsősorban gyümölcsevő volt, de időnként keményebb növényi részeket is elfogyasztott. A morfológiai vizsgálatok alapján az állat testsúlya átlagosan 6,7 kg körül mozoghatott, ez a mai bőgőmajomformák testsúlyának felel meg.